# Giuseppe Guidi di Bagno

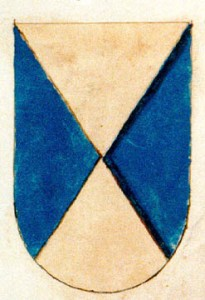
Stemma Guidi di Bagno

Giuseppe Antonio Maria Luigi Carlo Leopoldo Alessandro Leto Venanzio Guidi di Bagno, Marchese, Conte, Nobile di Ancona (Savignano sul Rubicone, 30 agosto 1874 – Milano, 25 marzo 1938), è stato un imprenditore e politico italiano.

## Biografia
Discendente dal ramo mantovano dei nobili Guidi di Bagno (era figlio del senatore Galeazzo), si laurea a Firenze e all'amministrazione dei beni di famiglia abbina fin da giovane l'impegno politico. Liberale moderato, profondamente anti-socialista, è stato a lungo segretario di Angelo Majorana Calatabiano, sottosegretario e ministro delle finanze. Interventista della prima ora, benché deputato parte volontario per il fronte, e al termine del conflitto aderisce al movimento dei Fasci italiani di combattimento, partecipando alla fondazione del Fascio a Forlì e Savignano. Nel 1920 viene nominato senatore a vita.